# Pelophylax cypriensis
Pelophylax cypriensis är ett groddjur i familjen egentliga grodor som förekommer endemisk på Cypern. Före 2011 räknades populationen ofta till levantsjögrodan. Däremot är den närmare släkt med sjögrodan och kretensk sjögroda.
Arten vistas i låglandet och i bergstrakter upp till 1400 meter över havet. Hela regionen är uppskattningsvis 5800 km² stort. Denna groda hittas ofta i träskmarker eller nära vattendrag. Vattendragen kan ligga i skogar, buskskogar och gräsmarker. Grodynglen utvecklas mellan mars och juni. Födan består av insekter och av moskitfisk (Gambusia affinis). Ett exemplar åt en ungfågel.
Beståndet hotas av torka och av landskapsförändringar. Troligtvis fångas några individer och hölls i akvarium. IUCN listar arten som sårbar (VU).